# Edgar Allan Poe

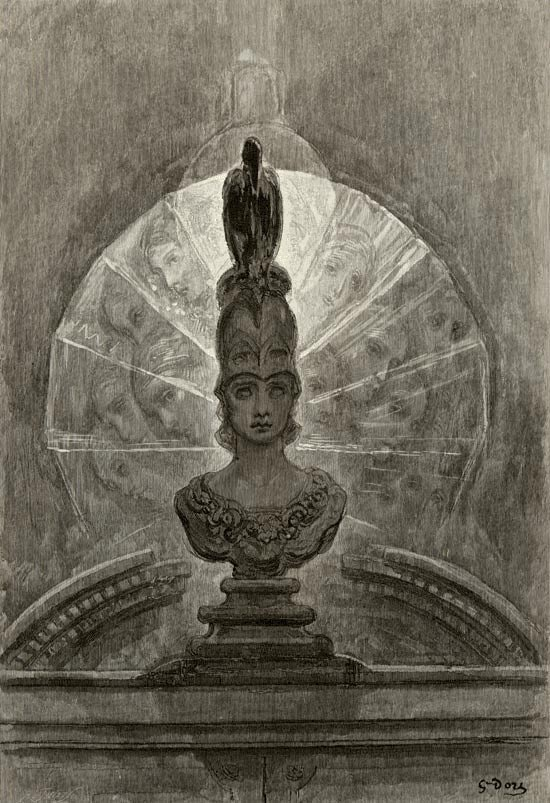
Gustave Dore rajza. „Hol ajtóm párkányán állott egy fehér Pallas-szobor.” – Poe

Edgar Allan Poe (Boston, Massachusetts, 1809. január 19. – Baltimore, Maryland, 1849. október 7.) amerikai költő, novellista, szerkesztő és kritikus, a romantika korának egyik legfontosabb szerzője. A leginkább misztikus, hátborzongató történetei révén ismert Poe az első amerikai novellisták egyike volt, emellett őt tartják a detektívregény „feltalálójának” is. Ezen kívül a korban újnak számító sci-fi területén is alkotott. Az első közismert amerikai író volt, aki pusztán az írásból akart megélni; emiatt szinte egész életében anyagi gondokkal küzdött.
Edgar Poe néven született a massachusettsi Bostonban. Szülei halála után a richmondi John és Frances Allan nevelte, bár hivatalosan sosem fogadták örökbe. A Virginiai Egyetemen töltött egy év és a katonai pályára tett kísérlet után Poe és az Allan család eltávolodott egymástól. Írói pályája szerényen kezdődött: a Tamerlane and Other Poems című kötete 1827-ben név nélkül, „egy bostoni” aláírással jelent meg.
Poe ezután a próza felé fordult. Az elkövetkező néhány évben irodalmi újságok és folyóiratok munkatársa volt, és egyéni stílusú kritikáiról vált ismertté. Munkája miatt gyakran ingázott Baltimore, Philadelphia, Pennsylvania és New York között. 1835-ben feleségül vette unokatestvérét, az akkor 13 éves Virginia Eliza Clemmet. 1845 januárjában jelent meg A holló (The Raven) című verse, ami azonnali sikert aratott. 1847-ben felesége tuberkulózisban meghalt. Poe The Penn (később The Stylus) címen saját lap indítását tervezte, de még azelőtt meghalt, hogy az első szám megjelenhetett volna. Poe 1849. október 7-én, Baltimore-ban halt meg. Halálának pontos oka még ma is ismeretlen. Többen gyanakodtak idült alkoholizmusra, agyrázkódásra, kolerára, kábítószerekre, szívinfarktusra, veszettségre, tuberkulózisra, de öngyilkosságra is.
Poe munkássága az egész világirodalomra hatással volt, de közvetetten olyan tudományokat is befolyásolt, mint a kozmológia és a kriptográfia. Emellett Poe és művei a kortárs irodalomban, zenében és filmekben is gyakran felbukkannak. Több házban, amelyben élt, ma múzeum található. Baltimore-i szobrát Moses Jacob Ezekiel készítette.

## Élete és pályája

### Ifjúkora

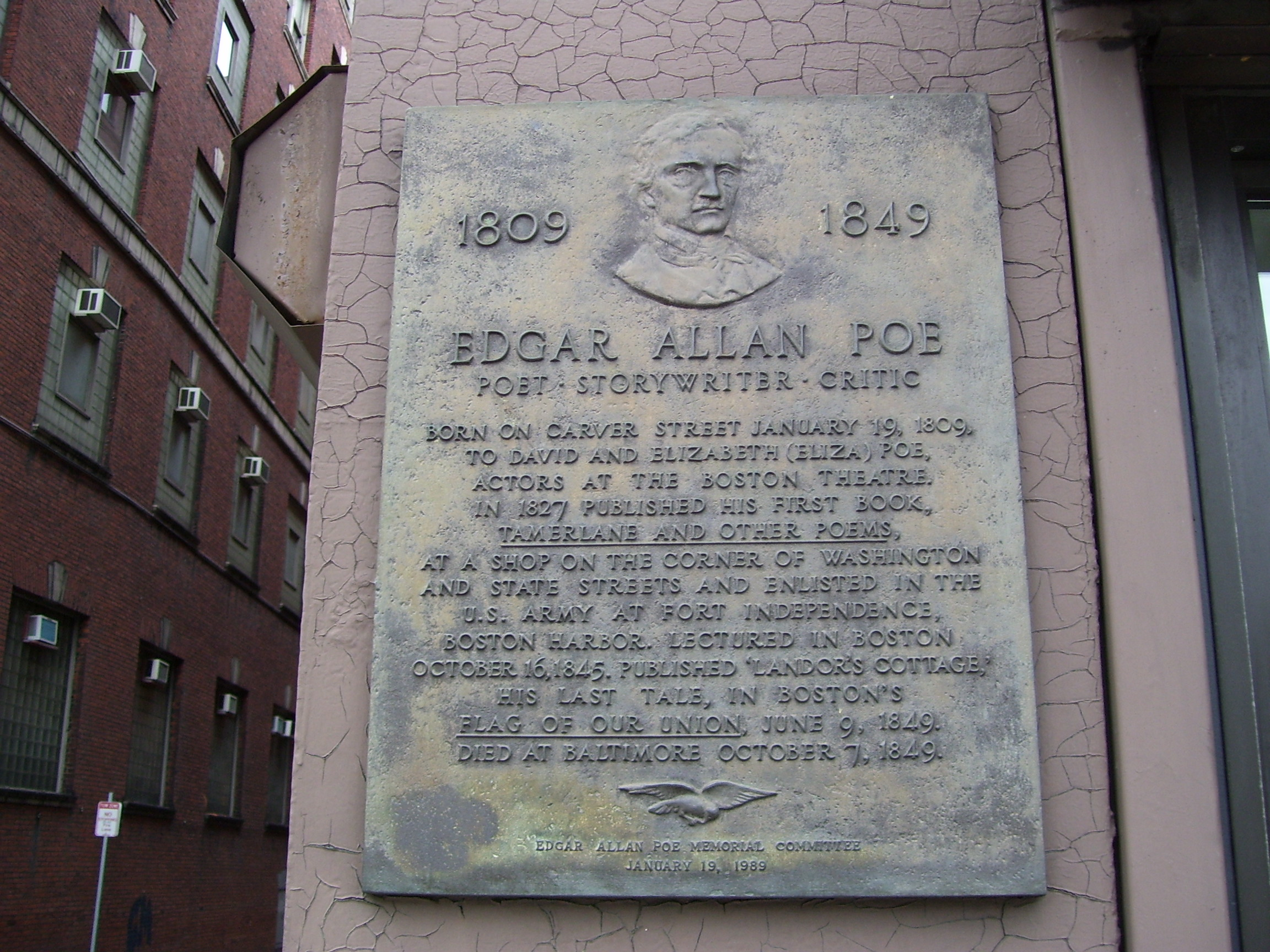
Ez az emléktábla Poe szülőházának közelében áll Bostonban.

Szülei, David Poe, Jr. és Elizabeth Arnold Hopkins Poe színészek voltak. Edgarnak egy bátyja és egy nővére volt: William Henry Leonard Poe és Rosalie Poe. A család ír származású volt és az 1750-es években érkezett Amerikába. Edgar valószínűleg Shakespeare Lear király című drámájának egyik szereplőjéről kapta a nevét, mivel szülei 1809-ben ebben a darabban is játszottak. 1810-ben apja elhagyta a családot, anyja egy évvel később tuberkulózisban meghalt. Ezután a három gyermeket elválasztották egymástól: Edgar a richmondi John Allanhez került. Allan egy gazdag skót kereskedő volt, aki dohánnyal, szövettel, búzával, sírkövekkel és rabszolgákkal is kereskedett. Allanék hivatalosan sosem fogadták örökbe Poe-t, de neki adták az Allan nevet.
Nevelőszülei 1812-ben Poe-t az episzkopális egyház tagjaként kereszteltették meg. John Allen váltakozva kényeztette, illetve durván fegyelmezte nevelt fiát. A család (Poe-val és Allan feleségével, Frances Valentine Allannel) 1815-ben Angliába hajózott. Poe az általános iskolát John Allan szülővárosában, a skóciai Irvine-ben kezdte meg, majd 1816-ban családjához Londonba költözött. 1817 nyaráig egy chelsea-i bentlakásos iskola diákja volt. Ezután a Stoke Newington-ban, London egyik elővárosában lévő Reverend John Bransby's Manor House Schoolba iratták be.
A család 1820-ban tért vissza Richmondba. 1825 márciusában John Allan nagybátyja és üzlettársa, William Galt meghalt. Galt, aki állítólag Richmond leggazdagabb embere volt, több holdnyi földet hagyott Allanre. Az örökség körülbelül 750 000 dollárt ért. 1825 nyarán Allan egy kétemeletes téglaházat vásárolt, amit Moldaviának hívtak. Poe valószínűleg még azelőtt eljegyezte Sarah Elmira Roystert, hogy 1826 februárjában az újonnan alapított Virginiai Egyetemre ment volna nyelveket tanulni. Az egyetem első éveiben alapítója, Thomas Jefferson elvei szerint működött. Szigorúan tiltották a szerencsejátékot, lovaglást, fegyvertartást, dohányzást és az alkoholfogyasztást, de ezeket a szabályokat gyakran semmibe vették. Jefferson elrendelte egy hallgatói önkormányzat felállítását, melynek keretében a hallgatók maguk választhatták ki tantárgyaikat, szervezhették meg az elszállásolást és jelenthették a szabálysértéseket a tantestületnek. Az egyedülálló rendszer ekkor még nem szilárdult meg, és a kilépők száma is magas volt. Amíg az egyetem hallgatója volt, Poe és Royster kapcsolata megszakadt, a játékadósságok miatt pedig nevelőapjától is elhidegült. Poe arra hivatkozott, hogy Allan nem küldött neki elegendő pénzt az előadásokra való jelentkezéshez, a tankönyvek megvásárlásához és a szállás kifizetéséhez. Allan még több pénzt és ruhát küldött, de Poe adósságai tovább nőttek. Poe egy év múlva otthagyta az egyetemet. Mivel úgy gondolta, hogy Richmondban nem látnák szívesen – főleg azután, hogy Royster Alexander Shelton felesége lett –, 1827 áprilisában Bostonba utazott. Itt tisztviselőként és újságíróként dolgozott. Ebben az időben kezdte használni az Henri Le Rennet álnevet.

### Katonai pályán

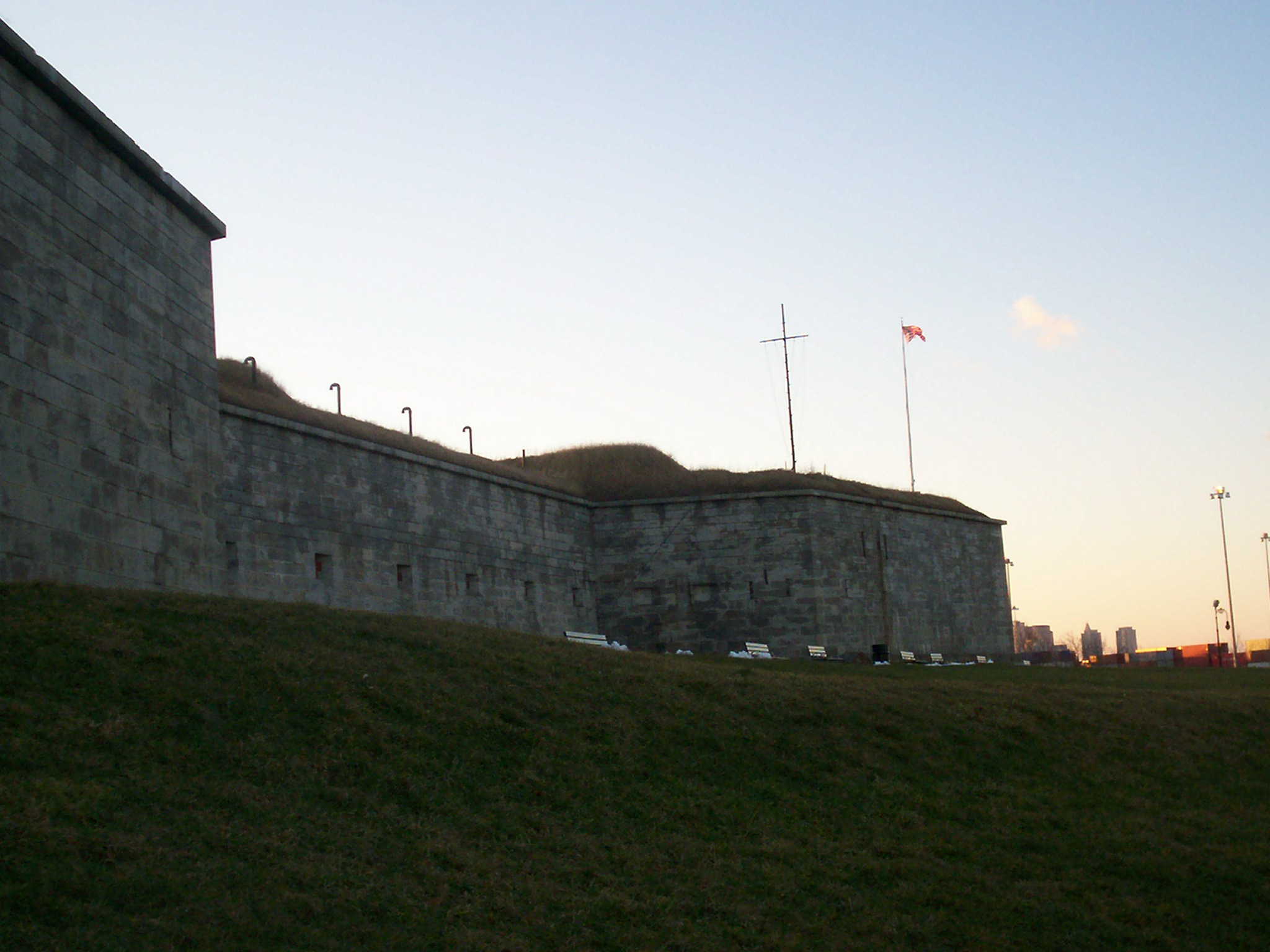
A bostoni Fort Independence, Poe első állomáshelye.

Megélhetési gondjai miatt Poe 1827. május 27-én bevonult a hadseregbe. Az Edgar A. Perry nevet használva 22 évesnek mondta magát, bár akkor még csak 18 volt. Először a bostoni kikötőben lévő Fort Independence-ben szolgált, havi 5 dollárért. Ugyanabban az évben adták ki első, 40 oldalas verseskötetét, a Tamerlane and Other Poemst. A kötet név nélkül, „egy bostoni” aláírással jelent meg. Csak 50 darabot nyomtattak belőle, a kritikusok pedig fel sem figyeltek rá. 1827. november 8-án Poe ezredét a Waltham nevű hajón a charlestoni Fort Moultrie-ba szállították át. Poe-t ekkor „műszerésszé” léptették elő: a tüzérség számára kellett gránátokat készítenie, és fizetését is megduplázták. Két év szolgálat és a tüzérségi törzsőrmesteri rang – a legmagasabb nem hivatásos tiszti rang – elérése után Poe meg akarta szüntetni öt évre szóló szolgálati idejét. Parancsnokának, Howard főhadnagynak elmondta valódi nevét és elmagyarázta, hogy miért állt katonának. Howard csak akkor járult volna hozzá leszereléséhez, ha Poe rendezte volna viszonyát John Allannel és írt volna neki egy levelet. Több hónap múlt el anélkül, hogy Allan válaszolt volna a levelekre, Poe-t még nevelőanyja betegségéről sem értesítette. Frances Allan 1829. február 28-án halt meg, Poe pedig a temetés utáni napon érkezett meg a családhoz. Allan – talán felesége halála miatt – ezután már támogatta Poe leszerelési szándékát, hogy jelentkezhessen a West Point-i katonai akadémiára.
Poe-t végül 1829. április 15-én szerelték le, miután talált valakit, aki kitöltené helyette az öt évből hátralevő időt. Mielőtt West Point-ba ment volna, Baltimore-ba utazott, hogy fivérével, megözvegyült nagynénjével, Maria Clemmel, annak Virginia nevű lányával és beteg nagyanyjával, Elizabeth Cairnes Poe-val lehessen. Ezalatt az idő alatt jelent meg második kötete Al Aaraaf, Tamerlane and Minor Poems címmel.
Ezután Poe West Pointba utazott és 1830. július 1-jén beiratkozott az akadémiára. 1830 októberében John Allan feleségül vette Louisa Pattersont. Az új házasság, valamint az Allan házasságon kívül született gyerekei körüli viták miatt nevelőapja kitagadta Poe-t a családból. Poe úgy döntött, hogy hadbíróság elé állíttatja magát és elhagyja West Point-ot. 1831. február 8-án általános hanyagság és parancsszegés (a kiképzésről, előadásokról és a misékről való hiányzás) miatt idézték be. Hogy biztosan kirúgják, Poe ezekben a nyilvánvaló esetekben sem ismerte el bűnösségét.
Poe 1831 februárjában New Yorkba utazott, ahol kiadta harmadik, Poems című kötetét. A kiadás költségeit katonatársai 75 centes adományaiból fedezte, amiből végül 170 dollár gyűlt össze. Ők valószínűleg olyan gúnyos versekre számítottak, mint amilyeneket Poe a parancsnokokról írt. A könyvet Elam Bliss nyomtatta ki, borítóján pedig „második kiadás” szerepelt. Az első oldalon lévő bevezető így szólt: „Köszönettel ajánlom ezt a könyvet az amerikai hadsereg közlegényeinek”. Ebben a kötetben is megjelent a Tamerlán (Tamerlane) és az Al Aaraaf, de hat, korábban kiadatlan vers is helyet kapott benne, köztük a Helénához (To Helen), az Izrafel (Israfel) és a Város a tengerben (The City in the Sea) korai változatai. Poe 1831 márciusában tért vissza Baltimore-ban élő családjához. Alkoholizmusban szenvedő bátyja 1831. augusztus 1-jén gümőkórban halt meg.

### Irodalmi pályán
Bátyja halála után Poe határozottabb próbálkozásokat tett az íróvá válásra, ám ez az amerikai irodalom egyik legnehezebb időszaka volt. Poe volt az első közismert amerikai, aki kizárólag az írásból akart megélni, emellett helyzetét a nemzetközi szerzői jogi törvény hiánya is megnehezítette. A kiadók gyakran angol művek illegális másolatait terjesztették ahelyett, hogy amerikai íróknak új művekért fizettek volna. A kiadói ipart az 1837-es tőzsdepánik is megrázta. Ekkoriban az új nyomtatási eljárásoknak köszönhetően sok új folyóirat indult, viszont ezek legtöbbje néhány szám után meg is szűnt, szerzőiket a kiadók pedig csak késve vagy pedig egyáltalán nem fizették ki. A kedvezőtlen körülmények miatt Poe élete végéig abban a megalázó helyzetben volt, hogy másoktól kellett pénzt és segítséget kérnie tervei megvalósításához.

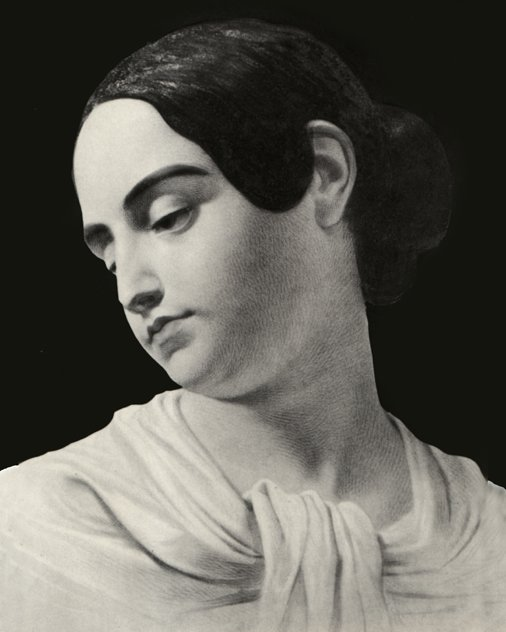
Virginia Clemm. Korai halála hatással lehetett Poe néhány művére.

Költői próbálkozása után Poe a próza felé fordult. Philadelphiában kiadta néhány történetét és elkezdett dolgozni Politian című drámáján, amit azonban sohasem fejezett be. 1833 októberében a Baltimore Saturday Visiter című lap Poe Palackban talált kézirat (MS. Found in a Bottle) című történetét 50 dolláros díjjal jutalmazta. Az mű felkeltette a baltimore-i John P. Kennedy érdeklődését. Kennedy segített Poe-nak megjelentetni néhány történetét és bemutatta őt Thomas W. White-nak, a richmondi Southern Literary Messenger szerkesztőjének. 1835 augusztusában Poe a lap segédszerkesztője lett, de rendszeres részegsége miatt néhány héttel később elbocsátották. Poe ezután visszament Baltimore-ba, és 1835. szeptember 22-én titokban feleségül vette unokatestvérét, Virginiát. A lány akkor még csak 13 éves volt, de korát a házassági anyakönyvi kivonatban 21 évnek adták meg. Miután Poe megígérte, hogy rendesen fog dolgozni, White visszavette korábbi állásába. Poe Virginiával és nagynénjével Richmondba költözött, és 1837 januárjáig maradt a Messenger munkatársa. Ebben az időben a lap példányszáma 700-ról 3 500-ra emelkedett, Poe pedig több verset, történetet, könyvajánlót és kritikát írt a lapba. 1836. május 16-án Poe egy nyilvános ceremónián újra feleségül vette Virginia Clemmet.
1838-ban jelent meg Poe egyetlen regénye, az Arthur Gordon Pym nantucketi tengerész elbeszélése (The Narrative of Arthur Gordon Pym of Nantucket), melyről több kritika is napvilágot látott. 1839 nyarán Poe a Burton’s Gentleman’s Magazine segédszerkesztője lett. A lap több cikkét, történetét és kritikáját is közölte, melyek tovább erősítették a róla kialakult metsző hangú kritikus képét. 1839 nyarán jelent meg a kétkötetes Tales of the Grotesque and Arabesque című gyűjtemény, amiből Poe-nak nem származott sok bevétele, és amit a kritikusok is vegyesen fogadtak. Poe egy év után otthagyta a Burton’s Gentleman’s Magazine-t és a Graham’s Magazine munkatársa lett.
1840 júniusában Poe kiadott egy tájékoztatót, amiben The Stylus című leendő lapját mutatta be. A lap címe eredetileg The Penn lett volna, mivel a pennsylvaniai Philadelphiában adták volna ki. A philadelphiai The Saturday Evening Post 1840. június 6-i számában Poe az alábbi fizetett hirdetést adta fel: „Tájékoztató a Penn Magazine-ról, egy Philadelphiában szerkesztendő és megjelenő irodalmi folyóiratról”. A terv azonban sohasem valósult meg. Ebben az időben Poe – magát a Whig Párt tagjának mondva – kormányzati állás keresésével is próbálkozott: azt remélte, hogy állást szerezhet a philadelphiai vámházban. Ebben John Tyler elnök fia, Robert segítségére számított, aki Poe egyik barátja, Frederick Thomasnak ismerőse volt. Poe és Thomas 1842 szeptemberének közepére találkozót beszélt meg az ügyben, amin Poe nem jelent meg. Az író betegségre hivatkozott, Thomas viszont azt hitte, hogy részeg volt. Bár Poe ígéretet kapott egy állásra, azokat mások töltötték be.
1842-ben, egy januári estén Virginia vért köhögött fel az esti éneklés közben; ez a tuberkulózis egyértelmű jele volt, bár Poe úgy írta le az esetet, hogy a lány torkában elpattant egy ér. Virginia egészsége az elkövetkező években nem sokat javult. A felesége állapota okozta nyomás miatt Poe egyre többet ivott. Áprilisban otthagyta a Graham’s Magazine-t és újabb álláskeresésbe kezdett – egy ideig újabb kormányzati pozícióra pályázott. Ezután visszament New Yorkba, ahol rövid ideig az Evening Mirror munkatársa volt. Ezután a Broadway Journal szerkesztője, majd egyedüli tulajdonosa lett. A lapban plágiummal vádolta Henry Wadsworth Longfellow-t, melynek nyomán a többi író elfordult tőle. Longfellow sohasem válaszolt a vádakra. Az Evening Mirror 1845. január 29-én közölte Poe A holló (The Raven) című versét, ami igazi szenzáció volt. Bár a vers addig nem tapasztalt ismertséget hozott Poe-nak, a laptól csak 9 dollárt kapott a megjelentetéséért.

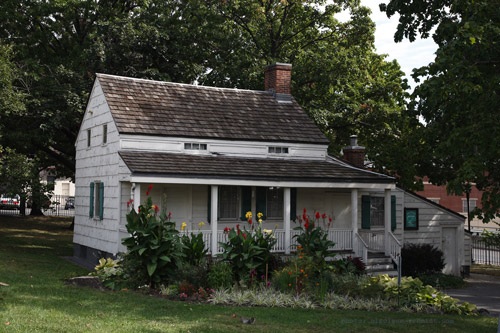
Poe 1846-tól ebben a házban élt. (Poe Cottage)

1846-ban a Broadway Journal megszűnt és Poe Bronx Fordham nevű negyedébe költözött. Háza, amit ma Edgar Allan Poe Cottage-nek hívnak, a Grand Concourse és a Kingsbridge Road kereszteződésének délkeleti oldalán található. 1847. január 30-án Virginia ebben a házban halt meg. Életrajzírói és az irodalmárok véleménye szerint a Poe műveiben oly gyakran felbukkanó „gyönyörű nő halálának” témája arra vezethető vissza, hogy az író élete során több nőt is elvesztett, köztük feleségét is.
Felesége halála után Poe egyre bizonytalanabbnak érezte helyzetét. Udvarolni kezdett a Rhode Island-i Providence-ben élő Sarah Helen Whitman költőnőnek, de eljegyzésük – állítólag Poe iszákossága és kiszámíthatatlan viselkedése miatt – felbomlott. Más feltételezések szerint Whitman anyjának is köze volt kapcsolatuk megromlásához. Poe ezután visszatért Richmondba, és újrakezdte kapcsolatát gyerekkori szerelmével, Sarah Elmira Roysterrel.

## Halála
1849. október 3-án Poe-t Baltimore-ban, az utcán találták meg. Félrebeszélt, és megtalálója, Joseph W. Walker szerint „rendkívül kimerült volt… azonnali segítségre volt szüksége”. A Washington College Hospitalba vitték, ahol 1849. október 7-én, vasárnap, hajnali 5 órakor meghalt. Azalatt a négy nap alatt Poe sohasem volt olyan állapotban, hogy részletesen el tudja mondani, mi történt vele és hogy miért viselte valaki más ruháját. A halála előtti éjszakán állítólag többször kiáltotta egy bizonyos „Reynolds” nevét, bár nem tudták kideríteni, hogy kire gondolt. Egyes források szerint Poe utolsó szavai ezek voltak: „Uram, mentsd meg a lelkemet”. Az idők folyamán Poe orvosi kartonja és halotti bizonyítványa is eltűnt. Az újságok akkoriban Poe halálát „túlzott agyi vérbőség”, illetve „agyi gyulladás” következményeként írták le – ezeket az eufemizmusokat akkor használták, ha az elhunyt önpusztító életmódot élt. Poe halálának valódi oka azonban ma sem ismert. Az egyik, 1872-ből származó feltevés szerint Poe halálát az okozta, hogy erőszakkal leitatták és több választási körzetben is szavazásra kényszerítették. Más elméletek szerint Poe halála delirium tremens, szívbetegség, epilepszia, szifilisz, agyhártyagyulladás, kolera vagy veszettség következménye volt.

### Griswold „memoárja”
Poe temetésének napján a New York Tribune egy hosszú nekrológot közölt, amit egy bizonyos „Ludwig” írt, és ami hamarosan országszerte megjelent. Az írás így kezdődött: „Edgar Allan Poe halott. Tegnapelőtt halt meg Baltimore-ban. A bejelentés sokak számára ijesztő lehet, de kevesen fognak bánkódni miatta.” Nem sokkal később kiderült, hogy „Ludwig” valójában Rufus Wilmot Griswold volt, egy szerkesztő, kritikus és antológia-szerkesztő, aki már 1842 óta haragban állt Poe-val. Valahogy Griswold lett Poe irodalmi hagyatékának kezelője, és ebben a minőségében próbálta ellenfele becsületét megsemmisíteni.
Griswold A szerző emlékezete (The Memoir of the Author) címmel egy életrajzi cikket is írt Poe-ról, amit az 1850-ben megjelent gyűjteményes kiadásba is beszerkesztett. Ebben Poe-t egy züllött, részeges, kábítószerfüggő őrültként mutatta be, bizonyítékként pedig a költő leveleit használta. Sok állítása puszta hazugság vagy eltorzított féligazság volt: ma például köztudomású, hogy Poe nem volt drogfüggő. A Poe-t személyesen ismerők elítélték Griswold könyvét, de a közvélemény elfogadta a benne foglaltakat. Ebben az is közrejátszott, hogy a korszakban ez volt az egyetlen részletes életrajz Poe-ról, többször is kiadták, és az olvasókat izgalommal töltötte el a gondolat, hogy egy „bűnös” ember műveit olvassák. A Griswold által bizonyítékként használt levelekről később bebizonyosodott, hogy hamisítványok voltak.

## Műveinek stílusa és témái

### Műfajok
Poe legismertebb művei a közízlésnek akkoriban leginkább megfelelő gótikus irodalom műfajába tartoznak. Leggyakrabban visszatérő témái a halál, annak fizikai jellemzői, a bomlás következményei, az élve temetés, a halottak életre keltése és a gyász. Legtöbb művét a sötét romantika műfajába sorolják, ami a Poe által sem kedvelt transzcendentalizmus ellenében alakult ki. Poe a transzcendentalizmus követőit a „frogpondiánusok” jelzővel illette (a Boston Common területén lévő Frog Pond nevű tó után), műveiket pedig „metaforákkal teli”, az „érthetetlenségért érthetetlenségbe” és a „miszticizmusért miszticizmusba süllyedő” írásoknak tartotta. Thomas Holley Chiversnek írott egyik levelében azt állította, hogy a transzcendentalistákkal nem, „csak a köztük lévő utánzókkal és szofistákkal” volt baja.
A horrortörténeteken kívül Poe szatírákat, humoros történeteket és áltudósításokat is írt. A komikus hatás érdekében gyakori eszköze volt az irónia és a különállóság hangsúlyozása. Ez azt a célt is szolgálta, hogy felszabadítsa olvasóit a kulturális összhang alól. Metzengerstein című története – Poe első rövid története és kísérlete a horror műfajában – valójában a népszerű műfaj paródiája lett volna. Poe a sci-fi területén is alkotott; ebbe a műfajba tartozó történeteiben olyan – akkor újnak számító – találmányok szerepelnek, mint a hőlégballon.
Poe legtöbb műve olyan témákat dolgoz fel, melyek kifejezetten az akkori olvasóközönség igényeinek kielégítésére szolgáltak. Ennek érdekében olyan népszerű áltudományokat is beépített írásaiba, mint a frenológia és a fiziognómia.

### Írói elvei
Poe művei világosan tükrözik írói elveit, melyeket kritikáiban és esszéiben (például A költőiségről (The Poetic Principle) címűben) is részletesen kifejtett. Nem kedvelte a didakticizmust és az allegóriát, bár úgy vélte, hogy egy irodalmi mű jelentésének a felszín alatt kell maradnia. Mint írta, a nyilvánvaló jelentést hordozó művek megszűnnek műalkotások lenni. Úgy gondolta, hogy az értékes irodalmi alkotás tömör és egy jól meghatározott hatás elérése törekszik; ennek érdekében a szerzőnek mindenféle érzelmet és gondolatot tekintetbe kell vennie. A holló keletkezését bemutató A műalkotás filozófiája (The Philosophy of Composition) című esszé szerint a vers írása során szigorúan követte ezt az elvet. Ezt az állítást azonban többen megkérdőjelezték. T. S. Eliot azt írta: „Nehéz anélkül a gyanú nélkül olvasni az esszét, hogy ha Poe tényleg olyan pontosan tervezte volna meg a költeményt, valószínűleg sokkal több munkája lett volna vele: az eredménynek alig van köze a módszerhez.” Joseph Wood Krutch életrajzíró „a racionalizáció kivételesen szellemes gyakorlatának” nevezte az esszét.

## Öröksége

### Hatása az irodalomra
Életében Poe-t leginkább kritikusként ismerték el. James Russell Lowell, egy másik kritikus „az Amerikában valaha élt legjobb ítélőképességű, legfilozofikusabb és legbátrabb irodalmi kritikusnak” nevezte, hozzátéve, hogy szerinte időnként kéksavat (hidrogén-cianidot) használt tinta helyett. Poe-t íróként is számon tartották; az egyik első amerikai író volt a 19. században, aki nagyobb népszerűséget szerzett Európában, mint saját hazájában. Részben korai Baudelaire-fordításainak köszönhetően rendkívüli tiszteletnek örvend Franciaországban. Baudelaire Poe-fordításai az 1850-es években egész Európában népszerűvé váltak.
A Poe detektívtörténeteiben szereplő C. Auguste Dupin a világirodalom szinte minden későbbi detektívjének alapjául szolgált. Sir Arthur Conan Doyle azt mondta, hogy „Poe összes detektívtörténete egy gyökeret alkot, melyből egy új irodalom született… Hol voltak a detektívtörténetek, míg Poe nem lehelt beléjük életet?” A Mystery Writers of America nevű szervezet évente odaítélt díját Edgar Allan Poe-díjnak nevezték el. Poe művei hatással voltak a sci-fire is: Jules Verne Jégszfinx címmel folytatást írt az Arthur Gordon Pym nantucketi tengerész elbeszéléséhez. H. G. Wells ezt mondta a regényről: „a Pym tökéletesen illusztrálja, hogy egy intelligens elme milyennek képzelte el a déli sarkvidéket száz évvel ezelőtt”.
A többi híres művészhez hasonlóan Poe-nak is rengeteg utánzója akadt. Egy érdekes tendencia, hogy a köztük magukat látnoknak és médiumnak vallók állítólag új verseket kapnak Poe szellemétől. Egyikük, Lizzie Doten 1863-ban Poems from the Inner Life címmel kötetbe foglalta a verseket, melyek állítólag Poe szellemének új művei voltak. A versek Poe híres költeményeinek átiratai, melyek pozitív, bizakodó hangulatot árasztottak.
Mindezek ellenére Poe-nak több bírálója is akadt, részben a személyiségéről kialakult negatív képnek köszönhetően, ami jelentősen megnövelte hírnevét. William Butler Yeats általában kritikusan vélekedett Poe-ról, „közönséges” jelzővel illetve a költőt. A transzcendentalista Ralph Waldo Emerson A hollóra reagálva azt mondta, hogy nem lát benne semmit, Poe-t pedig gúnyosan „rímembernek” nevezte a vers sokszor ismétlődő refrénje miatt. Aldous Huxley azt írta, hogy Poe művei „közönségességbe fordulnak”, mert „túlzottan költőiek” – ez szerinte azzal ér fel, mintha valaki minden ujján gyémántgyűrűt hordana.

### Hatása a könnyűzenére
A 2023-as Eurovíziós Dalfesztiválon az Ausztriát képviselő Teya & Salena versenydalának a címe Who the Hell Is Edgar? volt, melyben az amerikai novellistára, költőre is tettek utalásokat.

### Feldolgozások
- James McTeigue rendezte a The Raven (A holló) (2012) című filmet, melyben Poe-t John Cusack alakítja.[42]
- 1972-ben Juan López Moctezuma rendezésében film (Őrültek háza) készült a Dr. Kátrány és Toll professzor módszere c. novellából.[43]

## Válogatott művek

### Történetek
- Az aranybogár (The Gold-Bug, 1843)
- Az áruló szív (The Tell-Tale Heart, 1843)
- Berenice (1835)
- Bice-Béka (Hop-Frog, 1849)
- Egy hordó amontilladó (The Cask of Amontillado, 1846)
- Az ellopott levél (The Purloined Letter, 1844)
- Az elsietett temetés (The Premature Burial, 1844)
- A fekete macska (The Black Cat, 1843)
- A hosszúkás láda (The Oblong Box, 1844)
- A kút és az inga (The Pit and the Pendulum, 1842)
- Ligeia (1838)
- Morella (1839)
- A Morgue utcai kettős gyilkosság (The Murders in the Rue Morgue, 1841)
- Az ovális arckép (The Oval Portrait, 1842)
- A tömeg embere (The Man of the Crowd, 1840)
- Az Usher-ház vége (The Fall of the House of Usher, 1839)
- A vörös halál álarca (The Masque of the Red Death, 1842)
- Monsieur Valdemar kóresete tényszerű megvilágításban (The Facts In The Case Of M. Valdemar, 1845)
- A Maelström poklában (A Descent Into the Maelstrom, 1841)
- Dr. Kátrány és Toll professzor módszere (The System of Doctor Tarr and Professor Fether, 1856)

### Versek
- Álom az álomban (A Dream Within a Dream, 1849)
- Eldorádó (Eldorado, 1849)
- A győztes féreg (The Conqueror Worm, 1843)
- A harangok (The Bells, 1849)
- A holló (The Raven, 1845)
- A kísértetek palotája (The Haunted Palace, 1839)
- Lee Annácska (Annabel Lee, 1849)
- Lenóra (Lenore, 1843)
- Ulalume (1847)
- Város a tengerben (The City in the Sea, 1845)
- Eulália (Eulalie, 1845)

### Egyéb
- Arthur Gordon Pym nantucketi tengerész elbeszélése (The Narrative of Arthur Gordon Pym of Nantucket, 1838) – Poe egyetlen befejezett regénye
- The Balloon-Hoax (1844)
- Eureka: A Prose Poem (1848)
- A műalkotás filozófiája (The Philosophy of Composition, 1846) oszk; magyarul. Babits Mihály fordítása

## Magyarul

### 1919-ig
- Poe Edgar érdekesebb novelláiból; ford. Hang Ferenc; Lauffer-Stolp, Pest, 1862
- Utazás a Holdba. Pfaal Hans csodálatos kalandjai; ford. Hang Ferenc; Tettey, Bp., 1877
- Csodálatos történetek; ford. Hang Ferenc; fordítói, Bp., 1878
- Roget Mari titokteljes kimúlása; ford. Hang Ferenc; fordítói, Bp., 1878
- Az ősmama. Elbeszélés; ford. Eördögh András; Országgyűlési Értesítő Ny., Bp., 1892 (A Magyar Újság regénycsarnoka)
- A múmia. Elbeszélés; ford. Eördögh András; Országgyűlési Értesítő Ny., Bp., 1892 (A Magyar Újság regénycsarnoka)
- Poe A. Edgár költeményei; ford. Ferenczi Zoltán; Franklin, Bp., 1895 (Olcsó könyvtár)
- Rejtelmes történetek; ford., bev. Tolnai Vilmos; Lampel, Bp., 1898 (Magyar könyvtár)
- Rudyard Kipling–Edgar Allan Poe versei; ford. Pásztor Árpád, Szebenyei József; Sebő, Nagyvárad, 1904
- Cudar gyönyörök. A borzalom íróiból; többekkel, ford. Dóczi Pál; Tevan, Békéscsaba, 1917 (Tevan könyvtár)
- A fecsegő szív és más titokzatos történetek; ford. Altai Margit; Herczka Árpád, Bp., 1918 (Kék könyvek)
- A vörös halál álarca. Az eredeti teljes szöveg és hű fordítása; ford. Király György; Lantos, Bp., 1919 (Kétnyelvű klasszikus könyvtár)

### 1920–1944
- Arthur Gordon Pym csodálatos kalandjai / A Morgue utczai gyilkosság; ford. Király György; Révai, Bp., 1921 (Klasszikus regénytár. Új sorozat)
- A Maelström örvényében; ford. Király György; Tarka Könyvek, Bp., 1921 (Tarka Könyvek II. sorozat)
- Az arckép / A fekete macska. Két novella; ford. Mikes Lajos; Kner, Gyoma, 1922 (Monumenta literarum)
- A törpe bosszúja. Regény; Tolnai, Bp., 1924 (Tolnai regénytára)
- Marie Roget titka. Regény; Tolnai, Bp., 1925 (Tolnai regénytára)
- Ugri-Béka. Az eredeti teljes szöveg és hű magyar fordítása; ford. Reichard Piroska; Lantos, Bp., 1925 (Kétnyelvű klasszikus könyvtár)
- Az aranybogár. Regény; Tolnai, Bp., 1926 (Tolnai regénytára)
- Groteszk és arabeszk. Elbeszélések és fantáziák; ford. Babits Mihály; Athenaeum, Bp., 1928 (Híres könyvek)
- Marie Roget rejtelmes esete; ford. Kiss Dezső; Lampel, Bp., 1928 (Magyar könyvtár)
- Az aranybogár; ford. Várkonyi Nándor; Dunántúl, Pécs, 1929 (Dunántúl-könyvtár)
- Túl életen és halálon; ford. Pásztor Árpád; Az Est–Pesti Napló, Bp., 1934 (Filléres klasszikus regények)
- A holló; ford. Franyó Zoltán; Cserépfalvi, Bp., 1938
- Arthur Gordon Pym, a tengerész. Regény; ford. Tiszay Andor; Forrás, Bp., 1943 (A kaland klasszikusai)
- Vihar a tengeren; ford. P. Ábrahám Ernő; Áchim, Bp., 1943 (Százezrek könyve)
- Gyilkosság az álarcosbálon (William Wilson); ford. Barcs Sándor; Bartsch, Bp., 1943 (Hétfői regény)
- Marie Roget rejtelmes esete; Franklin, Bp., 1943 (Nagy írók kis könyvei)
- Őfelsége levele; ford. Barsi Ödön; Dóczy, Bp., 1943
- Mr. Simpson tévedése; ford. Barsi Ödön; Dóczy, Bp., 1943
- A nagy örvény; ford. Barcs Sándor; Bartsch, Bp., 1943 (Hétfői regény)
- Arthur Gordon Pym, a tengerész. Regény; ford. Tiszay Andor; Forrás, Bp., 1943 (A kaland klasszikusai)

### 1945–1989
- Poe Edgar Allan összes költeményei; vál., bev., jegyz. Kardos László; Franklin, Bp., 1949
- Az aranybogár; Testvériség-Egység, Noviszád, 1955 (Olcsó könyvtár)
- Rejtelmes történetek; vál. Borbás Mária, ford. Babits Mihály et al.; Európa, Bp., 1967 (A világirodalom remekei)
- Az aranybogár. Nyolc rejtelmes történet; ford. Babits Mihály, Pásztor Árpád; Magyar Helikon–Európa, Bp., 1972
- Edgar Allan Poe versei; ford. Babits Mihály et al., jegyz. Rozsnyai Bálint; Európa, Bp., 1974 (Lyra mundi)
- Az elveszett lélegzet. Fantasztikus történetek; ford. Babits Mihály et al.; Kriterion, Bukarest, 1976 (Horizont könyvek)
- Edgar Allan Poe válogatott művei; ford. Babits Mihály et al., vál. Borbás Mária, Kretzoi Miklósné, jegyz. Ferencz Győző, Rozsnyai Bálint; Európa, Bp., 1981
- Az aranybogár; ford. Tóth Béla, rajz Zórád Ernő; Lapkiadó Vállalat, Bp., 1985 (Fantasztikus történetek)
- Arthur Gordon Pym, a tengerész; ford. Tiszay Andor; Littera, Pécs, 1989

### 1990–
- Arthur Gordon Pym; ford. Bart István; Európa, Bp., 1994
- A holló; ford. Tóth Árpád; Magyar Iparművészeti Főiskola, Bp., 1995
- Halálfejes pillangó; ford. Babits Mihály, Nemes Ernő, vál., szerk. Hunyadi Csaba; Szukits, Szeged, 1996 (Gothic)
- Mellonta tauta. Science fiction elbeszélések; vál., szerk. Hunyadi Csaba, ford. Babits Mihály et al.; Szukits, Szeged, 1998
- Az ovális arckép; ford. Pásztor Árpád; Filum, Bp., 1999
- Edgar Allan Poe összes művei, 1-3.; szerk., előszó Nemes Ernő, ford. Babits Mihály et al.; Szukits, Szeged, 2000–2003
- A Morgue utcai kettős gyilkosság és más rejtelmes történetek; ford. Balabán Péter et al.; Alexandra, Pécs, 2006
- Rémtörténetek; ford. Gy. Horváth László; Európa, Bp., 2006
- Elbeszélések; ford. Babits Mihály, Pásztor Árpád, Zsolnai Lajos; Kossuth–Népszabadság, Bp., 2006 (A világirodalom klasszikusai)
- The pit and the pendulum / A kút és az inga; ford. Bánki Veronika; Kossuth, Bp., 2017 (Angol-magyar kétnyelvű klasszikusok)

### Művei online
- Edgar Allan Poe művei a Magyar Elektronikus Könyvtárban
- Edgar Allan Poe művei a Eserver honlapján[halott link]
- Edgar Allan Poe költeményei a Poetry Foundation honlapján
- Edgar Allan Poe művei az Internet Archive honlapján
- Edgar Allan Poe művei hangzó formában a LibriVox honlapján